# Đường tỉnh 178
Đường tỉnh 178 hay tỉnh lộ 178, viết tắt ĐT178 hay TL178 là đường tỉnh ở huyện Quang Bình, Xín Mần và Hoàng Su Phì, tỉnh Hà Giang.
Đường tỉnh 178 nối vào Quốc lộ 279 ở ngã ba Nậm Pio, thị trấn Yên Bình, huyện Quang Bình.
Đường đi hướng bắc – tây bắc, qua các xã, trong đó có qua Đèo Gió và Bãi đá cổ Nậm Dẩn 22°34′57″B 104°29′36″Đ / 22,5825°B 104,49333°Đ tới thị trấn Cốc Pài 22°41′7″B 104°27′46″Đ / 22,68528°B 104,46278°Đ.
Từ thị trấn Cốc Pài đường đi hướng đông bắc theo thung lũng sông Chảy, tới Đường tỉnh 177 tại thị trấn Vinh Quang, huyện Hoàng Su Phì. Tuy nhiên hiện đoạn này xếp vào Đường tỉnh 177.